# Lány (kraj Wysoczyna)
Lány – wieś i gmina w Czechach, w powiecie Havlíčkův Brod, w kraju Wysoczyna. 1 stycznia 2014 liczyła 53 mieszkańców.